# Undervisningsmetode
Undervisningsmetode er den måde, som undervisningen lægges til rette og organiseres på. Både arbejdsform og undervisningsform indgår i begrebet undervisningsmetode. Metoden kan have forskelligt præg, der bestemmes af stoffets karakter, af elevernes forudsætninger og af underviserens evner og træning.